# Parnauíta
La parnauíta es un mineral, arseniato-sulfato de cobre con hidroxilos, hidratado. Fue descubierto en ejemplares procedentes de la mina Majuba Hill, en el distrito minero de Antelope, condado de Pershing, Nevada (USA), que consecuentemente se considera su localidad tipo. El nombre es un homenaje a John L. Parnau, coleccionista de minerales que estudió la localidad tipo.

## Propiedades físicas y químicas
La parnauíta aparece generalmente como microcristales menores de  1 mm laminares o tabulares finos, alargados en una dirección, de color verde de distintos tonos, desde verde pálido a verde oliva. También puede aparecer como costras o en forma fibrosa. Además de los elementos presentes en la fórmula, puede contener pequeñas cantidades de níquel, aluminio e iones fosfato y carbonato.

## Yacimientos
La parnauíta es un mineral relativamente poco común, cuya presencia se conoce en alrededor de un centenar de localidades, siempre en pequeñas cantidades, asociado a otros minerales secundarios de cobre, especialmente a arseniatos y sulfatos, como cianotriquita, brochantita, olivenita y calcofilita.En Estados Unidos, además de en la localidad tipo, se han encontrado ejemplares notables en la mina North Star, en Mammooth, condado de Juab, Utah (USA). También se han encontrado ejemplares notables en la mina Clara,  Oberwolfach, Friburgo, Baden-Württemberg (Alemania), utilizados para determinar la estructura.En España, se ha encontrado en la mina María Josefa, en Rodalquilar, Níjar (Almería), en la mina La Cena del Depósito, en Huércal -Overa (Almería) y en la mina La Amorosa, en Villahermosa del Río (Castellón).En Argentina se ha citadfo en el distrito minero de Capillitas, en Andalgalá (Catamarca).